# 마쓰모토 유타카 (검사)
마츠모토 유타카(일본어: 松本 裕, 1964년 9월 12일 ~ )는 일본의 검사이다. 후쿠오카 고등검찰청 검사장을 거쳐 나고야 고등검찰청 검사장.